# Catfish Blues
Catfish Blues ist ein Blues, dessen Ursprünge in die Anfangszeiten des Genres zurückreichen. Als Urheber gilt Robert Petway. Es gibt zahlreiche Aufnahmen des Stückes, auch mit abweichenden Bezeichnungen und variierenden Texten. Viele namhafte Bluesmusiker haben den Catfish Blues bei Auftritten gespielt oder ihn aufgenommen.

## Musikalische Struktur
Es handelt sich um einen achttaktigen Blues in der Liedform AB mit einer Moll-Harmonik. Teilweise wird der Song nur mit den Harmonien A-moll und E-Moll gespielt, so dass es wie modal klingt.

## Geschichte
Die älteste Aufnahme des Catfish Blues stammt von Robert Petway aus dem Jahr 1941. Die erste Erwähnung des Catfish (Wels) in einer Bluesaufnahme ist jedoch um einiges älter: im Jahr 1928 spielte Jim Jackson den dritten Teil seines Hits Kansas City Blues ein (Jim Jackson’s Kansas City Blues Part 3). Darin heißt es:
I wished I was a catfish,
swimming down in the sea;
I’d have some good woman,
fishing after me.
Es ist zu vermuten, dass Jim Jackson den Kansas City Blues bereits einige Zeit in seinem Repertoire hatte, möglicherweise bereits vor 1920. Es gibt etliche Variationen des Songs von anderen Bluesmusikern. Alfons M. Dauer geht irritierenderweise und ohne weitere Erläuterung davon aus, dass David Honeyboy Edwards der Urheber des Songs ist.
Im Jahr 1941 nahm Robert Petway den Catfish Blues auf. Auch er hatte das Lied wohl schon länger bei seinen Auftritten vorgetragen, ebenso wie sein Kumpel Tommy McClennan. In dessen Deep Blue Sea Blues wird mit dem gleichen offenen Ende gearbeitet. Im Text des Catfish Blues erscheint (etwa bei Honeyboy Edwards) weiterhin das Bild von den wandernden Steinen am Grund des Wassers, das auf ein altes englisches Sprichwort zurückgeht: A rolling stone gathers no moss („Ein rollender Stein setzt kein Moos an“).
Im Jahr 1950 spielte Muddy Waters seine Version des Catfish Blues ein und gab ihr den Namen Rollin’ Stone. Ohne Band begleitete er sich selbst auf der E-Gitarre. Nach dieser Aufnahme benannte Brian Jones seine anfänglich namenlose Rhythm-and-Blues-Band The Rolling Stones.
Jimi Hendrix spielte den Catfish Blues des Öfteren bei seinen Auftritten, unter anderem am 6. Oktober 1967 für die BBC. Im Jahr 1968 entstand daraus in einer Jam-Session mit Steve Winwood und Jack Casady der 15-minütige Blues Voodoo Chile und am darauffolgenden Tag Voodoo Child (Slight Return).